# Gliciphila
Gliciphila är ett fågelsläkte i familjen honungsfåglar inom ordningen tättingar: Släktet omfattar här tre arter som förekommer i Australien, på Nya Kaledonien samt i Vanuatu:
- Hökhonungsfågel (G. undulata)
- Aprikoskronad honungsfågel (G. melanops)
- Svartkronad honungsfågel (G. notabilis)

Hökhonungsfågel och svartkronad honungfågel fördes tidigare till släktet Glycifohia och vissa gör det fortfarande.